# Kolîban, Hmelnîțkîi
Kolîban (în ucraineană Колибань) este un sat în comuna Kopîstîn din raionul Hmelnîțkîi, regiunea Hmelnîțkîi, Ucraina.

## Demografie
Componența lingvistică a localității Kolîban
     Ucraineană (97,77%)
     Rusă (2,23%)
Conform recensământului din 2001, majoritatea populației localității Kolîban era vorbitoare de ucraineană (97,77%), existând în minoritate și vorbitori de rusă (2,23%).